# Rode Toren (Heteren)
De Rode Toren is een voormalig kasteel dat was gelegen tussen de Nederlandse dorpen Heteren en Driel, provincie Gelderland. Het kasteel is vóór 1388 gebouwd. De restanten zijn in 1790 gesloopt.
Het is niet bekend waar de naam Rode Toren vandaan komt. Het kan slaan op de rode baksteenkleur, maar zou ook kunnen wijzen op een rode verflaag. De naam komt al voor in de oudste vermelding van het kasteel in 1388.

## Geschiedenis
Johan van Heteren en diens zoon Willem zijn de oudst bekende eigenaren van de Rode Toren. Zij zouden van 1388 tot 1444 het kasteel in bezit hebben. In dat laatste jaar kwam het kasteel in eigendom van Roelof Momm. Zijn nazaten hielden het kasteel nog tot in de 17e eeuw in handen.
In 1454 werd de Rode Toren belegerd en verwoest door hertog Arnold van Gelre. Het kasteel werd herbouwd, maar in 1512 volgde een belegering door Floris van Egmond, waarbij het kasteel opnieuw werd verwoest. Ook hierna werd het kasteel weer herbouwd.
In 1607 gaf Otto Momm het slot aan zijn dochter Catharina en haar echtgenoot Arnt Spierinck. Zij droeg in 1643 weer een deel van de goederen over aan haar oudste zus Maria. Het huis werd overigens door anderen bewoond, waaronder Jacob Christoffel van Balveren, die in 1665 voor een derde deel eigenaar werd van het kasteel. In 1671 kreeg hij het volledige kasteel in eigendom, maar vier jaar later verhuisde hij naar Driel. Omdat hij schulden had bij Antonetta van Doeyenburg, de vrouw van Christoffel Spierinck, werd er door haar in 1678 beslag gelegd op het huis. Drie jaar later werd ze met het kasteel beleend.
Toen Otto van Bylant in 1733 werd beleend met de heerlijkheid Heteren, was het kasteel reeds vervallen en was het omgebouwd tot een boerderij. Rond 1790 brandde het huis uit, waarna het werd gesloopt. De familie Speijers – op dat moment sloteigenaar – bleef in bezit van de landerijen die bij het kasteel hoorden.

## Beschrijving
De twee tekeningen die de 18e-eeuwse kunstenaar Cornelis Pronk maakte van het kasteel, zijn van na de verwoesting van 1512 en tonen dus het kasteel in herbouwde staat. De toren kan echter beschouwd worden als overblijfsel van het middeleeuwse kasteel. Deze toren was ongeveer 13 bij 13 meter groot, stond op de noordwesthoek van het slot en kende waarschijnlijk vier bouwlagen. De bovenzijde werd bekroond met een weergang. De noord- en oostzijde van het complex bestonden uit een L-vormige woonvleugel, terwijl aan de zuidzijde een poorttoren stond. Het kasteel was omgeven door een gracht. De woonvleugel werd uiteindelijk in de 18e eeuw verbouwd tot een boerderij. 
Op de eveneens omgrachte voorburcht stond een bouwhuis. Volgens de tekening van Cornelis Pronk beelden de muurankers op dit bouwhuis het jaar 1716 uit. Dit zal wijzen op het jaar van een grote verbouwing, aangezien het bouwhuis ook al voorkomt op 17e-eeuwse kaarten.
Aan twee zijden van het kasteel en voorburcht lag een groene singel, waarlangs weer een gracht was gelegen.
Met de sloop van het kasteel in 1790 zijn waarschijnlijk ook alle grachten gedempt.
Van het kasteel is anno 2022 vrijwel niets meer te zien. Slechts een verhoging in een weiland verraadt de plek waar ooit kasteel de Rode Toren stond.
Aalst · Aardenburg · Acquoy · Aerdt · Agistaldaburg · Ahof · Aldenhaag · Aller · Ambe · Ammersoyen · Ampsen · Andelst · Angeroyen · Appelburg · Appelse walburg · Appeltern · Arler · Baak · Babberich · Baer · Baerle · Bakerbosch · Balgoij · Barlham · Batenburg · Beek · Beerenclaauw · Bemmel · Bevervoorde · Bergh · Biljoen · Bingerden · Blankenborg (Laren) · Blankenborg · Blauwe Huis · Blokhuis (Ravenswaaij) · Boelenham · Boetselaersborg · Borculo · Boswaai · Brakel · Den Brakel · Den Bramel · Bredevoort · Broekhuizen · Bronkhorst · Bruchem · Bruinhorst · Brunsberg · Bulkestein · Bunswaard · Burcht van Tiel · Buren · De Buurse · Byland · Byvanck · Caetshage · Camphuysen · De Cannenburch · de Cloese · Coldenhove · Culemborg · Dedinckweerd · Delwijnen · Didam · Diepenbroek · Hof te Dieren · Huis Dijck · Dikke Tinne · Doddendaal · Dodewaard · Doornenburg · Doornik · Doorwerth · Dooyenburg · Dorth · Doseburg · Drakenburg · Dreumel · Druten · Duivelshuis · Eerbeek · De Ehze · Elburg · Eldrik · Emmerik · Engelenburg · Groot Engelenburg · Engelrode · Enghuizen · Enspijk · De Essenburgh · Essenpas · Est · Fokkinck · Gameren · Geerestein · Geldermalsen · De Gelderse Toren · Geldersweerd · Gellicum · Gendt · Gennepestein · Glindhorst · Goudenstein · ‘s-Grevenhoef · Groot Hell · Groenlo · Groesbeek · Huis te Groesbeek · Grunsfoort · Gulden Spijker · Hackfort · Hackforts Veenhuis · Hagen · Hagevoort · Hamerden · Hanepol · Harreveld · Harslo · Hassink · Het Haveke · Hedel · Heeckeren · De Heegh · Hees · De Heest · Hellouw · Hemmen · Hernen · Motte van Hernen · Heumen · Heusden · Hoekelum · Hoekenburg · De Hoeve · De Hof · Hof d'Ooy · Hof van Arkel · Huis het Holt · Holthuis · Het Holtslag · Ter Horst · Houberg · St. Hubertus · Huissen · Hulhuizen · Hulkestein · Hulsen · Hunneschans bij De Duno · Hunneschans bij Uddel · Jonker Bloo · 't Joppe · De Kamp · Karssenberg · Kemnade · Keppel · Kermestein · Kernhem · Kervel · Kiefskamp · De Kinkelenburg · Klein Enghuizen · Kleverburg · Kortenhoeve · Laag Helbergen · Lakenburg · Landfort · Langen · Latenstein · De Lathmer · Lathum · Ter Lede · Leegpoel · Leemcuyl · Leeuwen · Leeuwenbergh · Lensenburg · Lent · Leur · Leuvenum · Leyenburg · Lichtenvoorde · Lievenstein · Loenen · Loevestein · Loil · Loowaard · Luynhorst · Hof te Maasbommel · Magerhorst · Malburgen · Malderburcht · Malsen · Manhorst · Marhulsen · De Marsch · Marveld · Mathena · Maurik · Medel · Medestein · 't Medler · Meinerswijk · De Mellard · Mensink · Mergelp · Meteren · 't Meyerink · Middachten · Millingen · Mussenberg · Nagelhorst · Nederhagen · Nederhemert · Neerijnen · Huis Neerijnen · De Nesch · Nettelhorst · Nieuwe Blokhuis ·  Nijburg · Nijenbeek · Old Putten · Notenstein · Nye Huis · Olde Spijker · Oldenaller · Oldenhof (Driel) · Oldenhof (Heteren) · De Ooij · Oolde · Oud Oolde · Oosterhout · Ophemert · Opijnen · Oud Ampsen · Oude Blokhuis · Het Oude Loo · Oude Voorst · Oudenborch · Oud-Wisch · Huis te Overasselt · Overeng · Overhagen · Overlaar · 't Oye · Palmestein · De Parck · Persingen · Plekenpol · Ploen · Pluimenburg · Poederoijen · Poelwijck · Poelwijk · De Pol (Dreumel) · Huis de Poll (Huis te Gietelo) · De Poll (Huissen) · Pollenbering · Pollenstein · Puttenstein · Het Raasink · Ravenhorst · De Rees · Ressen · Reuversweerd · Reygersfoort · Rhijnestein · Huis Rijswijk · Rode Toren · Roode Wald · Rosande · Rosendael · Rossum · Rumpt · Ruurlo · Rijsselt · Schadewijk · Schaffelaar · Scherpenzeel · Schoonbroek · Schoonderbeek · Schoonenburg · Schuilenburg · Schuilkerke · Hof te Seelbeek · Sevenaer I · Sevenaer II · Sinderen (Oude IJsselstreek) · Sinderen (Voorst) · Slangenburg · Sleeburg · Slimsijp · De Snor · Soelen · Spaansweerd · Spaldorp · Spijk · Staverden · Sterkenburg · Swanepol · Tarthorst · Teisterbant (Kerk-Avezaath) · Teisterbant (Kerkdriel) · Ter Dicke · Tolhuis · Tolhuis (Tiel) · Tollenburg · Tongerlo · Toren van Wely · Tuil · Ubbergen · Uilenburg (Ewijk) · Uilenburg (Heteren) · Ulenpas · Ulft · Upladen · Valburg · Valkhofburcht · Valkhofpalts · Vanenburg · Varik · Hof te Varsseveld · 't Velde · Velhorst · Verwolde · Vierakker · De Voorst · Voorstonden · Vorden · Vosbergen · Vredenburg · Vredestein (Driel) · Vredestein (Ravenswaaij) · Vuren · Waardenburg · Waddestein · Wadenoijen · Waede · Wageningen · Walfort · 't Waliën · De Wardt · Watergoor · Watermeerwijk · Wayenstein (Huis te Herwijnen) · Well (Huis van Malsen) · Weijenrade · Westenburg · Westerholt · Weurt · De Wiersse · Wijenburg (Echteld) · De Wildenborch · De Wildt · Wilp · Wilperhorst · Winssen · Wisch · Wychen · Wolfswaard · Woolbeek · Yrst · IJzendoorn · Zeeland · Zilveren Spijker · Zuilichem · Zwaluwenburg · Zwanenburg (Heerde) · Zwanenburg (Megchelen)